# Дьюї Старкі
Дьюї Старкі (англ. Dewey Starkey; 9 травня 1898, Огайо, США — 3 вересня 1974, Орендж, Каліфорнія, США) — американський помічник режисера. Дьюї працював над створення 41 фільму в період між 1930 і 1944 роками. В 1934 році Старкі виграв премію «Оскар», як найкращий помічник режисера.

## Вибрана фільмографія
- 1945: Ризикований експеримент / Experiment Perilous
- 1942: Подорож в страх / Journey into Fear
- 1941: Містер і місіс Сміт / Mr. & Mrs. Smith
- 1941: Підозра / Suspicion
- 1940: Лінкольн в Іллінойсі / Abe Lincoln in Illinois
- 1939: Ганга Дін / Gunga Din
- 1939: Лише на словах / In Name Only
- 1936: Відродження жінки / A Woman Rebels
- 1936: Наречена йде / The Bride Walks Out
- 1933: Срібний шнур / The Silver Cord